# Giáp Hải
Giáp Hải (1517 - 1586), sau đổi Giáp Trừng, là một nhà chính trị thời nhà Mạc trong lịch sử Việt Nam. Ông giữ nhiều chức vụ quan trọng trong triều đình dưới thời Mạc Mậu Hợp, và nổi bật trong dân chúng với những đóng góp cho vương triều trong gian đoạn khó khăn của thời kì chiến tranh Lê - Mạc.

## Xuất thân
Giáp Hải tên hiệu là Tiết Trai, người làng Dĩnh Kế, huyện Phượng Nhỡn, tỉnh Bắc Giang. Nguyên quê cha ông ở làng Bát Tràng, huyện Gia Lâm, Hà Nội. Lúc bé mồ côi cha và nghèo, ở làng mẹ là làng Công Luận, huyện Tế Giang. Một hôm Giáp Hải chơi ở bến sông, có người lái buôn quê làng Dĩnh Kế bỏ xuống thuyền đem về nuôi làm con, đón thầy dạy học cho, việc học chóng tấn tới.

## Sự nghiệp
Năm 1538, đời vua Mạc Đăng Doanh, Giáp Hải 21 tuổi, ông đỗ thứ nhất Tiến sĩ nhất giáp khoa Mậu Tuất, sau đổi tên là Trừng. Theo Phan Huy Chú nhận xét, do nhờ văn chương thi đỗ mà làm quan, bây giờ ai cũng tôn trọng. Bấy giờ ông thường ra ải Nam Quan bàn việc, ứng đáp tinh nhanh, người Minh gọi là Giáp Tuyên Phủ mà không gọi tên.
Năm 1562, đời Mạc Mậu Hợp, ông làm Thượng thư bộ lại, kiêm Đô ngự sử, tước Luân quận công. Nhân thấy sao Chổi mọc luôn, Giáp Hải dâng sớ cho nhà vua, khuyên răn vua nhưng vua không nghe theo.
Năm sau Giáp Hải được lệnh giữ việc 6 bộ, kiêm chức Đại học sĩ Đông các, coi việc tòa Kinh diên, gia phong tước Sách quận công.
Năm 1566, nhà Mạc sai Giáp Hải lúc ấy đang giữ chức Lại bộ thượng thư kiêm Đông các đại học sĩ- Kế Khê bá và Đông các hiệu thư Phạm Duy Quyết lên đầu địa giới Lạng Sơn đón tiếp sứ thần Lê Quang Bí về nước. Quang Bí phụng mệnh đi sứ năm Gia Tĩnh thứ 27, bị nhà Minh giữ lại 18 năm, đến nay trở về.
Bấy giờ chính sách nhà Mạc ngày một kém, điềm tai biến luôn xuất hiện. Giáp Hải ngại mình quá được đầy đủ, mấy lần xin từ chức nhưng không được. Gặp bão lớn, ông lại dâng sớ khuyên răn vua, Mậu Hợp yên ủi, vời ông vào Kinh làm việc tại tiều, thăng Thái bảo dự việc triều chính. Giáp Hải mấy lần xin về hưu, Mậu Hợp quyến luyến không nghe. Lại mấy lần Giáp Hải dâng sớ, lời lẽ khẩn thiết, bất đắc dĩ Mậu Hợp phải cho, năm ấy ông 68 tuổi.
Mạc Mậu Hợp ban cho ông lá cờ thêu và câu đối:
Trạng đầu, tể tướng đẩu nam tuấn,
Quốc lão, đế sư thiên hạ tôn
Nghĩa là: đỗ trạng nguyên, làm tể tướng, danh cao như ngôi sao Đẩu của trời Nam; đã quốc lão, lại thầy của vua, được cả nước tôn trọng.
Ông mất năm 69 tuổi. (1586). Sau 1 năm Trạng Trình Nguyễn Bỉnh Khiêm qua đời

## Tác phẩm
Theo sách Đại Việt thông sử của Lê Quý Đôn, phần Văn tịch chí, liệt kê sách Loại hiến chương của nước Việt, viết rằng Giáp Hải viết sách Ứng đáp bang giao, gồm 10 quyển.

## Thông tin khác
Ngày 16 tháng 8 năm 1998, một phát hiện quan trọng có liên quan đến Giáp Hải đã được phát lộ, trong khi tiến hành làm đường giao thông nông thôn nhân dân Thôn Cốc ( Trưởng Thôn Hà Văn Duy) xã Dĩnh Trì, thành phố Bắc Giang đã phát hiện ra tấm bia đá hộp hay còn được gọi là sách đá: Tiên Khảo Thái Bảo Giáp phu quân mộ chí, khắc năm Cảnh Lịch thứ 3 (năm 1549), căn cứ vào nội dung văn tự Hán – Nôm khắc trên tấm bia này cho biết rõ về nguồn gốc quê hương dòng họ Giáp ở Dĩnh Kế. Từ đó mới có cơ sở đính chính lại những điều mà các tác giả và sử viết trước đây còn tồn nghi.
Theo nội dung tấm bia trên được biết cụ nội của Giáp Hải là Giáp Thuận Trung, gặp loạn nhà Minh, nhà ở phía Nam thành Xương Giang, vì không theo sự sai khiến của phu dịch của nhà Minh, lãnh cư ở xã Như Thiết Thượng, huyện Yên Dũng, rồi làm mục trưởng hương ấy, khi chết an táng tại đó. Ông nội của Giáp Hải là Giáp Bảo Phúc trở lại quê cũ lập nghiệp lấy bà họ Ngô năm nhâm dần niên hiệu Hồng Đức thứ 13 (1482) sinh ra Giáp Hà là phụ thân của Giáp Hải. Ngoài 3 người con trai (Giáp Hảng, Giáp Trưng, Giáp Thanh), Giáp Hà còn sinh được một trưởng nữ gả cho Quốc tử giám xá sinh Trần Địch Triết. Như vậy, Giáp Hải không phải là con nuôi mà là con đẻ đích thực của dòng họ Giáp cha là cụ Giáp Hà, huý Đức Hưng, hiệu Khánh Sơn sinh ở Dĩnh Kế.

## Nhận định
Khi soạn sách Lịch triều hiến chương loại chí, phần Nhân vật chí, Bậc phò tá tài đức, Phan Huy Chú viết về 4 người thời Lý, 10 người thời Trần, 18 người thời Lê và một người duy nhất thời Mạc là Giáp Hải. Phan Huy Chú cho rằng:thời Mạc có Trạng nguyên Giáp Hải công danh rõ rệt. 
Vua nhà Mạc là Mạc Mậu Hợp ban cho ông lá cờ thêu và câu đối:
Trạng đầu, tể tướng đẩu nam tuấn,
Quốc lão, đế sư thiên hạ tôn
Nghĩa là:đỗ trạng nguyên, làm tể tướng, danh cao như ngôi sao Đẩu của trời Nam; đã quốc lão, lại đế sư, được cả nước tôn trọng.
Lại có câu:
Từ bút văn tôn danh lưỡng quốc
Hoa triền thọ diẹu huyễn tam thai
Nghĩa là:văn chương tài giỏi vang hai nước; tuổi như sao thọ sáng chiếu trong hàng tam công.

## Giai thoại
Trạng nguyên Giáp Hải đã được dân gian mang danh quê hương là Trạng Kế. Nơi ông vẫn ngồi học thủa nhỏ cùng với hòn đá, giếng nước đều gắn với ông bằng những tên gọi thân thuộc. Hòn đá ông Trạng, núi ông Trạng, giếng ông Trạng…Và khi ông qua đời, nhân dân đã an táng, xây lăng quan Trạng, lập đền thời quan Trạng. Nhân dân và Nho sĩ hai huyện Phượng Nhãn – Bảo Lộc của phủ Lạng Giang xưa lập văn chỉ, khắc bia các bậc tiên hiền, của quê hương trong đó có Trạng nguyên Giáp Hải và con ông là tiến sĩ Giáp Lễ. Đặc biệt nhân dân Dĩnh Kế đã lập đền thờ quan Trạng, tổ chức tế lễ rước sách uy nghiêm trong ngày hội làng và rằm tháng 3 âm lịch hàng năm.
Sau khi Mạc Đăng Dung tiếm ngôi nhà Lê, nhà Minh sai Mao Bá Ôn đem quân sang "hỏi tội". Mao Bá Ôn dừng quân nơi cửa ải, đưa ra bài thơ này gửi quan quân nhà Mạc với ý ví người An Nam như những thân bèo không đoàn kết. Bài thơ này đã được trạng nguyên Giáp Hải của Đại Việt hoạ lại với lời lẽ cứng rắn.
Bài thơ chữ Hán của Mao Bá Ôn

萍詩
隨田逐水冒秧鍼，
到處看來實不深。
空有根苗空有葉，
敢生枝節敢生心？
徒知聚處寧知散，
但識浮時那識沉。
大抵中天風惡氣，
掃歸湖海便難尋。
Bản phiên âm Hán-Việt:

Tuỳ điền trục thủy mạo ương châm,
Đáo xứ khan lai thực bất thâm.
Không hữu căn miêu không hữu diệp,
Cảm sinh chi tiết cảm sinh tâm?
Đồ tri tụ xứ ninh tri tán,
Đãn thức phù thì ná thức trầm?
Đại để trung thiên phong ác khí,
Tảo quy hồ hải tiện nan tầm.
Dịch nghĩa:
Dọc theo ruộng nước bám như châm,
Rễ bám vào đâu cũng chẳng thêm.
Vờ có căn nguyên, vờ có lẽ,
Dám chi sạch tiết, dám chi tâm?
Tụ rồi đã chắc chi khi tán,
Nổi đó nào hay đến lúc chìm?
Gặp trận trời cho cơn gió lốc,
Quét tan hồ bể khó mà tìm.
Dịch thơ:
Thơ vịnh bèo (Người dịch: Hoà thượng Trí Thủ)

Cao sâu theo nước mọc im lìm
Nông nỗi xưa nay vốn khó dìm
Ngọn gốc đã trơ không lá lảu
Cỗi cành sao lại cả gan tim?
Coi thường tản mát khi thường tụ
Biết lúc lênh đênh chả biết chìm
Ví gặp tung trời cơn bão táp
Cuốn theo về biển khó đâu tìm!
Khi nhận được bài thơ thì Trạng Giáp Hải đã có bài hoạ như sau:
Cẩm lân mật mật bất dung châm
Đái diệp liên căn khởi kế thâm
Thường dữ bạch vân tranh thủy diện
Khảng giao hồng nhật truỵ ba tâm
Thiên trùng lãng đả thành nan phá
Vạn trận phong xuy vĩnh bất trầm
Đa thiểu ngư long tàng nghiểu lý
Thái Công vô kế hạ câu tầm
Tạm dịch:
Sin sít hoa thêu cản mũi khâu
Mấy tầng gốc rễ vẫn chen nhau
Ganh cùng mây bạc trên làn sóng
Đâu để vầng hồng lọt đáy sâu
Nước vỗ, vỗ sao cho phá được
Gió to, to mấy có chìm đâu
Biết bao rồng cá nằm trong đó
Cụ Lã đừng hòng thả lưỡi câu!
Năm 1998, một nhóm công nhân đã phát hiện một hòm đá hình chữ nhật tại xã Dĩnh Trì. Hòm đá gồm hai phiến đá nhẵn chồng khít lên nhau. Phần áp mặt vào nhau của hai phiến đá có văn bản viết bằng chữ Nho. Sau khi dịch nghĩa, người ta biết đây là di văn của Giáp Hải, được ông soạn kỹ càng rồi yểm xuống mộ Khánh Sơn tiên sinh (cha đẻ Giáp Hải) vào năm Tân Dậu, 1549. Một điều thú vị là phần nắp đậy có những dòng chữ viết thêm cho biết ngôi mộ đã được chuyển từ núi Ngò về xã Dĩnh Trì hiện nay như thế nào. Như vậy, việc tranh cãi ông là người Bắc Giang hay Hà Nội (ngày nay) có lẽ sẽ đi đến hồi kết.